# Stenoscinis aequisecta
Stenoscinis aequisecta är en tvåvingeart som först beskrevs av Oswald Duda 1930.  Stenoscinis aequisecta ingår i släktet Stenoscinis och familjen fritflugor.
Artens utbredningsområde är Taiwan. Inga underarter finns listade i Catalogue of Life.